# Castellino Tanaro
Castellino Tanaro est une commune italienne de la province de Coni, dans la région Piémont.

## Administration
| Période                                  | Période | Identité | Étiquette | Qualité |
| ---------------------------------------- | ------- | -------- | --------- | ------- |
|                                          |         |          |           |         |
| Les données manquantes sont à compléter. |         |          |           |         |

### Communes limitrophes
Ceva, Igliano, Lesegno, Marsaglia, Niella Tanaro, Roascio, Rocca Cigliè